# Liste der Herrscher mit dem Beinamen „Schöne“
Liste der Herrscher mit dem Beinamen „Schöne“
- Albrecht der Schöne (1319–1361), Burggraf von Nürnberg
- Demetrios der Schöne, († 249/248 v. Chr.), König von Kyrene
- Friedrich der Schöne (1289–1330), Herzog von Österreich und der Steiermark
- Gottfried der Schöne (1113–1151), Graf von Anjou, Tours und Maine
- Jelena die Schöne († um 1091), Königin von Kroatien
- Johannes II. (Byzanz) (1087–1143), byzantinischer Kaiser, auch bekannt als Kaloioannes (der schöne Johannes)
- Karl IV. der Schöne (1294–1328), König von Frankreich
- Philipp IV. (Frankreich) (1268–1314), König von Frankreich
- Philipp I. (Kastilien) (1478–1506), König von Kastilien, León und Granada